# الحرب الإيرانية الإسرائيلية (يونيو 2025)
الحرب الإيرانية الإسرائيلية أو حرب إيران وإسرائيل أو حرب الاثني عشر يومًا كما يطلق عليها الرئيس الأمريكي دونالد ترامب، هي صراع مسلح بدأ في ساعات الفجر الأولى من يوم 13 يونيو 2025، حين شنت إسرائيل هجوماً مفاجئاً بغارات جوية مكثفة على عشرات الأهداف الإيرانية بهدف وقف ما وصفته إسرائيل "التقدم السريع لطهران في تطوير الأسلحة النووية"، أطلقت إسرائيل على الهجوم اسم "عملية الأسد الصاعد" وقد نفذ خلالها الجيش الإسرائيلي وجهاز الموساد ضربات استهدفت مواقعاً نووية رئيسية ومنشآت عسكرية ومناطق سكنية تواجد فيها قيادات عسكرية وعلماء نوويون إيرانيون. وابتداءً من مساء 13 يونيو، أطلقت إيران عملية "الوعد الصادق 3" ردًّا على الهجمات الإسرائيلية، وتستهدف خلالها مواقع عسكرية واستخباراتية وسكنية باستخدام صواريخ باليستية وطائرات مسيّرة.
يُنظر إلى هذا الصراع على أنه تصعيد لحالة العداء المزمنة بين البلدين، حيث تشكك إيران في شرعية إسرائيل وتدعو إلى زوالها، بينما تعتبر إسرائيل البرنامج النووي وبرنامج الصواريخ الإيرانيَين تهديدًا وجوديًا. تصاعد التوتر بين البلدين وتحول إلى مواجهة مباشرة خلال الأزمة التي يشهدها الشرق الأوسط منذ هجمات 7 أكتوبر 2023 والعدوان الإسرائيلي الذي تبعها على غزة. أضعفت إسرائيل الفصائل المدعومة من إيران مثل فصائل المقاومة الفلسطينية، حماس، والجهاد الإسلامي، وحزب الله اللبناني، وبدأت بالتخطيط لتحرك مباشر ضد طهران. تبادل الطرفان الضربات في أبريل وأكتوبر 2024. بدأت الهجمات الإسرائيلية في أولى ساعات يوم الجمعة قبل انعقاد جولة المفاوضات المتفق عليها بين إيران والولايات المتحدة في مسقط يوم الأحد 15 يونيو 2025، غداة انتهاء مهلة الشهرين التي حددها الرئيس الأمريكي دونالد ترامب للتوصل إلى اتفاق مع إيران حول برنامجها النووي.
أسفرت الهجمات الإسرائيلية عن مقتل العديد من القادة العسكريين الإيرانيين، وقادة في الحرس الثوري، وعلماء نوويين بارزين، بالإضافة إلى تدمير منشآت نووية رئيسية بما في ذلك منشآت نطنز وأصفهان وفردو. وأعلنت إيران عن مقتل أكثر من 600 شخص، وتدمير أجزاء كبيرة من البنية التحتية في مدن مثل طهران. وعلى الرغم من ذلك، لم تتأثر قدرتها على استئناف برنامجها النووي بشكل دائم، حيث يُعتقد أن بعض المواد النووية قد تم نقلها قبل الهجوم. في المقابل، ردّت إيران بإطلاق حوالي 500 صاروخ باليستي على الأراضي الإسرائيلية، مما أسفر عن مقتل 28 إسرائيليًا بينهم جندي واحد، وتسبب  في دمار واسع النطاق في أنحاء البلاد خاصة في منطقة غوش دان وحيفا وبئر السبع. العديد من الصواريخ الإيرانية تم اعتراضها بواسطة منظومات الدفاع الجوي الإسرائيلية.
وفي 22 يونيو، أعلن الرئيس الأمريكي دونالد ترامب عن تنفيذ غارات مكثفة بالتنسيق الكامل مع إسرائيل استهدفت المنشآت النووية الإيرانية في فوردو ونطنز وأصفهان، حيث شاركت فيها قاذفات بي-2 وأسفرت عن تدمير كامل للمواقع المستهدفة. ويأتي هذا التحرك بعد فترة طويلة من الحديث عن احتمال توجيه ضربة أميركية مباشرة، ما يمثل تحولاً نوعياً بدخول الولايات المتحدة في مواجهة نشطة مع إيران، وليس فقط من خلال دعم إسرائيل في اعتراض الصواريخ على أراضيها.
في 24 يونيو 2025، تم التوصل إلى اتفاق لوقف إطلاق النار بوساطة الرئيس الأمريكي دونالد ترامب، الذي وصف النزاع بـ"حرب الـ12 يومًا". على الرغم من ذلك، لا تزال بعض القضايا العالقة، مثل مصير 400 كيلوغرام من اليورانيوم المخصب بنسبة 60%، تثير التساؤلات.
أدانت دول عدة في العالم الإسلامي منها الأردن وتركيا وباكستان ومصر، إضافة إلى الصين وروسيا الهجمات الإسرائيلية. في المقابل، أشادت بعض جماعات المعارضة الإيرانية والرئيس دونالد ترامب بالهجمات، حيث دعا الأخير إيران إلى الإسراع في التوصل إلى اتفاق نووي. وكررت عدة دول غربية ضرورة منع إيران من امتلاك أسلحة نووية، ودعت إلى وقف العنف وتهدئة التوتر بين الطرفين. بينما اعتبرت دول مثل فرنسا وألمانيا والمملكة المتحدة أن لإسرائيل الحق في الدفاع عن نفسها. وأعربت الأمم المتحدة عن قلقها، داعية إلى ضبط النفس، في حين أدانت دول مثل البرازيل وجنوب أفريقيا وكوبا وبوليفيا الغارات الإسرائيلية ووصفتها بأنها انتهاك للقانون الدولي.
ورأى علماء القانون أن الضربات الإسرائيلية كانت انتهاكًا للقانون الدولي، وهو الرأي الذي اتخذته أيضًا بوليفيا والبرازيل والصين وكوبا وروسيا وجنوب إفريقيا. وقد أدانت دول في جميع أنحاء العالم الإسلامي، بما في ذلك مصر والأردن وباكستان وتركيا، الهجمات الإسرائيلية الأولى. وقد قوبلت هجمات إسرائيل بموافقة ألمانيا وأوكرانيا والولايات المتحدة، التي قالت إن إيران يجب أن توافق على اتفاق نووي على الفور.
في 30 يونيو 2025، أعلن جهاز الأمن العام الإسرائيلي (الشاباك) بالتعاون مع الشرطة الإسرائيلية عن اعتقال ثلاثة مواطنين إسرائيليين في قضيتين منفصلتين، بتهمة تنفيذ مهام لصالح جهات استخباراتية إيرانية، وذلك في سياق التصعيد المستمر بين إيران وإسرائيل.

## خلفية الأحداث

### العداء بين إيران وإسرائيل
كانت العلاقات بين إسرائيل وإيران وثيقة حتى اندلاع الثورة الإسلامية عام 1979، والتي أوصلت روح الله الخميني وتياره الديني إلى سدة الحكم في طهران. قطعت إيران علاقاتها مع إسرائيل بعد الثورة، واتهمتها بالإمبريالية واحتلال الأراضي الفلسطينية. ومع مرور السنوات، سعت إيران إلى استقطاب الدعم العربي عبر تبنّي خطاب معادٍ لإسرائيل بشكل متزايد، وصولاً إلى إعلان النظام الإيراني التزامه العلني بإزالة إسرائيل.
من جهتها، اعتبرت إسرائيل أن البرنامج النووي الإيراني يشكل تهديدًا وجوديًا، مؤكدة أن امتلاك طهران للسلاح النووي سيشكل خطرًا مباشراً على أمنها. وقد دأب رئيس الوزراء الإسرائيلي بنيامين نتنياهو على التحذير من قرب حصول إيران على قنبلة نووية، مكرراً هذه المزاعم منذ أكثر من ثلاثين عاماً دون أن تتحقق توقعاته.
وفي عام 2024، خرج التوتر بين الطرفين إلى العلن وتحول إلى صدام مباشر بعد عقود من المواجهات غير المباشرة عبر حلفاء. ففي أبريل من ذلك العام، نفّذت إسرائيل غارة جوية على القنصلية الإيرانية في دمشق أسفرت عن مقتل عدد من الضباط الإيرانيين، فردّت إيران بهجوم على إسرائيل، أعقبته غارات إسرائيلية على أهداف إيرانية. وفي يوليو، اغتالت إسرائيل إسماعيل هنية رئيس المكتب السياسي لحركة حماس في العاصمة الإيرانية طهران خلال مراسم تنصيب الرئيس مسعود بزشكيان. وفي أكتوبر من العام نفسه، تبادل الطرفان الضربات العسكرية مجددًا. حيث  أطلقت إيران الصواريخ على إسرائيل ردا على اغتيال إسماعيل هنية وحسن نصر الله، وردت بعدها بشن غارات في إيران مما أدى إلى تصعيد خطير في المواجهات العسكرية بين الجانبين وتهديد استقرار المنطقة بشكل عام.

### البرنامج النووي الإيراني
المقالة الرئيسة: برنامج إيران النووي
أشار رئيس الوزراء الإسرائيلي بنيامين نتنياهو إلى البرنامج النووي الإيراني بوصفه السبب وراء الضربة الاستباقية التي نفذتها إسرائيل ضد إيران. وتعتبر إسرائيل البرنامج النووي الإيراني تهديدًا استراتيجيًا، رغم امتلاكها هي نفسها لأسلحة نووية وذلك بسبب التصريحات الإيرانية المتكررة حول ضرورة تدمير إسرائيل. وتؤكد إسرائيل على حقها في اتخاذ إجراء عسكري إذا رأت أن البرنامج النووي الإيراني لم يعد ذا طابع سلمي.
في منتصف العقد الأول من الألفية الثانية، تعاونت الولايات المتحدة مع إسرائيل في تنفيذ عملية تخريبية للمنشآت النووية الإيرانية عُرفت باسم "الألعاب الأولمبية". كما يُنسب لإسرائيل تنفيذ سلسلة من عمليات اغتيال استهدفت علماء نوويين إيرانيين في طهران منذ عام 2010.
في عام 2015، وقّعت إيران خطة العمل الشاملة المشتركة التي تفاوض بشأنها الرئيس الأمريكي باراك أوباما ومجلس الأمن الدولي وألمانيا، بهدف الحد من تطوير البرنامج النووي الإيراني للأغراض المدنية. لكن في عام 2018، أعلن الرئيس دونالد ترامب انسحاب الولايات المتحدة من الاتفاق وأعاد فرض العقوبات الاقتصادية على إيران، رغم تقارير الوكالة الدولية للطاقة الذرية التي أكدت التزام إيران ببنود الاتفاق. وردّت إيران على ذلك بزيادة نسبة تخصيب اليورانيوم.
وبعد اغتيال قاسم سليماني على يد الولايات المتحدة عام 2020، أعلنت إيران أنها لم تعد ملتزمة بقيود الاتفاق المتعلقة بالتخصيب. وبحلول عام 2021، كانت إيران تخصّب اليورانيوم بنسبة 60%، وهي نسبة قريبة من مستوى الاستخدام العسكري.
وفي مارس 2025، أدلت مديرة الاستخبارات الوطنية الأمريكية تولسي جابرد بشهادتها أمام الكونغرس، مؤكدة أن أجهزة الاستخبارات الأمريكية لا ترى أن إيران بصدد تصنيع سلاح نووي، وأن المرشد الأعلى علي خامنئي لم يصدر إذناً ببدء برنامج تسلّحي. غير أن تقريراً صادرًا عن الوكالة الدولية للطاقة الذرية في مايو 2025 أفاد بأن إيران تمتلك 409 كيلوغرامات من اليورانيوم المخصب بنسبة 60%، وهي كمية تتجاوز بكثير ما تحتاجه لأي استخدامات مدنية.
ورداً على ذلك، أعلنت إيران عن إنشاء منشأة ثالثة لتخصيب اليورانيوم، على أن تخضع لإشراف الوكالة الدولية. في العاشر من يونيو 2025، حذر قائد القيادة المركزية الأمريكية مايكل كوريلا من أن إيران أصبحت على بُعد "أسابيع فقط" من امتلاك القدرة النووية. وفي اليوم السابق للغارات الإسرائيلية، أعلنت الوكالة الدولية للطاقة الذرية أن إيران لم تعد ملتزمة بالتزاماتها النووية، وذلك لأول مرة منذ عشرين عاماً.
ورغم كل ذلك، تصرّ إيران على أنها لا تسعى إلى امتلاك سلاح نووي، وقد أصدر المرشد الأعلى فتوى تُحرّم تصنيع هذه الأسلحة. وفي أبريل 2025، أعلن ترامب انطلاق مفاوضات جديدة بين الولايات المتحدة وإيران حول البرنامج النووي، وأمهلت واشنطن طهران شهرين للتوصل إلى اتفاق، وهي المهلة التي انتهت في اليوم السابق للهجمات الإسرائيلية.

### برنامج الصواريخ الباليستية الإيراني
المقالة الرئيسة: برنامج الصواريخ الإيرانية
إلى جانب البرنامج النووي الإيراني، تعتبر إسرائيل برنامج الصواريخ الباليستية الإيراني تهديدًا مباشرًا. وقد أُفيد أن رئيس الوزراء بنيامين نتنياهو يعتقد أن إيران تسعى لإنتاج 300 صاروخ باليستي شهريًا، وهو ما يراه تهديدًا مباشراً للمدن الإسرائيلية.

### محور المقاومة
المقالة الرئيسة: محور المقاومة
خاضت إسرائيل حروبًا ضد وكلاء إيران، من بينهم حزب الله خلال حرب لبنان عام 1982. وفي هجمات السابع من أكتوبر عام 2023، شنّت حركة حماس في قطاع غزة، هجومًا مفاجئًا على إسرائيل، ما أدى إلى اندلاع حرب بين إسرائيل وحماس من جهة، ومع آخرين مثل حزب الله والحوثيين في اليمن من جهة أخرى. وخلال هذه الحرب، تعرض وكلاء إيران لضعف شديد، بما في ذلك سقوط نظام بشار الأسد، ويُقال إن ذلك أضعف قدرة إيران على الردع وزاد من عزلتها على الساحة الدولية.

### المقدمة المباشرة
في 12 يونيو 2025، أفادت شبكة إيه بي سي نيوز أن إسرائيل كانت تدرس اتخاذ إجراء عسكري ضد إيران. وبحسب شبكة سي بي إس نيوز أُبلغ المسؤولون الأمريكيون بأن إسرائيل "جاهزة بالكامل" لشنّ عملية ضد إيران. ويُقال إن إدارة ترامب بحثت خيارات لدعم إسرائيل دون أن تقود العملية بنفسها. وفي اليوم التالي، قيّدت السفارة الأمريكية في القدس حركة موظفيها، رغم أن السفير الأمريكي لدى إسرائيل، مايك هاكابي، قال إن من غير المرجّح أن تُقدم إسرائيل على ضرب إيران دون موافقة من إدارة ترامب. وقبيل الضربات الجوية، أبلغت إسرائيل الإدارة الأمريكية بأنها لن تنفذ الهجوم دون إخطار الولايات المتحدة مسبقًا. وتحدث ترامب مع نتنياهو عشية الهجمات، وأقر بأنه كان على علم مسبق بتحركات إسرائيل المخطط لها. وكان مسؤولون في وزارة الخارجية البريطانية ووزارة الدفاع على دراية بنية إسرائيل ضرب إيران، لكن لم يتأكد ما إذا كانت إسرائيل قد قدمت إخطارًا رسميًا بذلك. وبحسب مسؤولين إسرائيليين، طلبت حكومة إسرائيل من إدارة ترامب الانضمام إليها والمساعدة في التمهيد للهجمات. وقد شكك بعض الشخصيات اليمينية، ومن بينهم حلفاء ترامب، في جدوى هجمات إسرائيل، محذرين من أن تؤدي إلى اندلاع حرب أمريكية مع إيران.
في الأسابيع التي سبقت الهجمات الإسرائيلية، واجهت الحكومة الإسرائيلية ضغوطًا دولية متزايدة بسبب خطر المجاعة في غزة وقتل المدنيين. حتى حلفاء إسرائيل في أوروبا بدؤوا ينتقدون سياسة التجويع في غزة، وأعلن الاتحاد الأوروبي أنه سيعيد النظر في اتفاقية التجارة الحرة مع إسرائيل. وصرح عدد من علماء السياسة بأن الهجوم على إيران وفّر وسيلة لتحويل الأنظار عن أفعال إسرائيل في غزة. وذكرت نسرين مالك أن الضربة جاءت كمحاولة من إسرائيل لاستعادة دعم أوروبا، التي بدأت تنأى بنفسها بسبب معاناة سكان غزة.[بحاجة لمصدر] وقد شكّل العداء لإيران عامل توحيد بين الإسرائيليين من اليمين واليسار. وفي اليوم السابق للهجوم على إيران، دمّرت إسرائيل البنية التحتية للاتصالات في غزة، ما أدى إلى قطع الاتصال بين القطاع والعالم الخارجي.

### اختيار اسم العملية
يشير اسم العملية الذي أطلقت إسرائيل "الأسد الصاعد" إلى إحياء رمز الأسد والشمس، الذي كان شعار إيران وعلمها حتى الثورة الإسلامية عام 1979. وأفادت صحيفة جيروزاليم بوست أن الاسم مستمد من الكتاب المقدس، سفر العدد (23:24): "هُوَذَا شَعْبٌ يَقُومُ كَلبْوَةٍ وَيَرْتَفِعُ كَأَسَدٍ".

### الإعلان
أعلن نتنياهو عن إطلاق عملية "الأسد الصاعد"، مستهدفًا المرفق الرئيسي لتخصيب اليورانيوم في نطنز، والعلماء النوويين الإيرانيين، وأجزاء من برنامج الصواريخ الباليستية الإيراني. وصف نتنياهو جهود إيران النووية بأنها "خطر واضح وحاضر على بقاء إسرائيل"، وأكد أنه من خلال هذا العمل "ندافع أيضًا عن جيراننا العرب" من العدوان الإيراني. وقال إن العملية ستستمر "طالما استلزمت الأيام".
في خطاب إعلان الهجوم، قال نتنياهو: "على مدى عقود، دعا قادة طهران علنًا إلى تدمير إسرائيل. وقد دعموا خطابهم الإبادي ببرنامج أسلحة نووية". وأضاف أن إسرائيل شنت الهجوم لأنه "إذا لم يُوقف، قد تنتج إيران سلاحًا نوويًا في وقت قصير جدًا". ذكر نتنياهو بعد الهجوم إن الحرب التي تخوضها إسرائيل هي ضد حكومة إيران وليس ضد شعبها. كما عقد نتنياهو اجتماعًا لمجلس الأمن لبحث تطور الأحداث.

## الضربات الإسرائيلية
في الساعات الأولى من يوم 13 يونيو 2025، شنّ الجيش الإسرائيلي هجمات على عشرات المنشآت النووية الإيرانية والقواعد العسكرية والبنى التحتية، بالإضافة إلى عدد من القادة العسكريين البارزين، بما في ذلك أهداف لم تكن متوقعة من قِبل طهران، وفقًا لمسؤولين إسرائيليين. وبحلول الساعة 06:30 صباحًا بتوقيت إسرائيل، كانت القوات الجوية الإسرائيلية قد نفّذت خمس موجات من الضربات الجوية، مستخدمةً أكثر من 200 مقاتلة لإسقاط أكثر من 330 قذيفة على نحو 100 هدف.

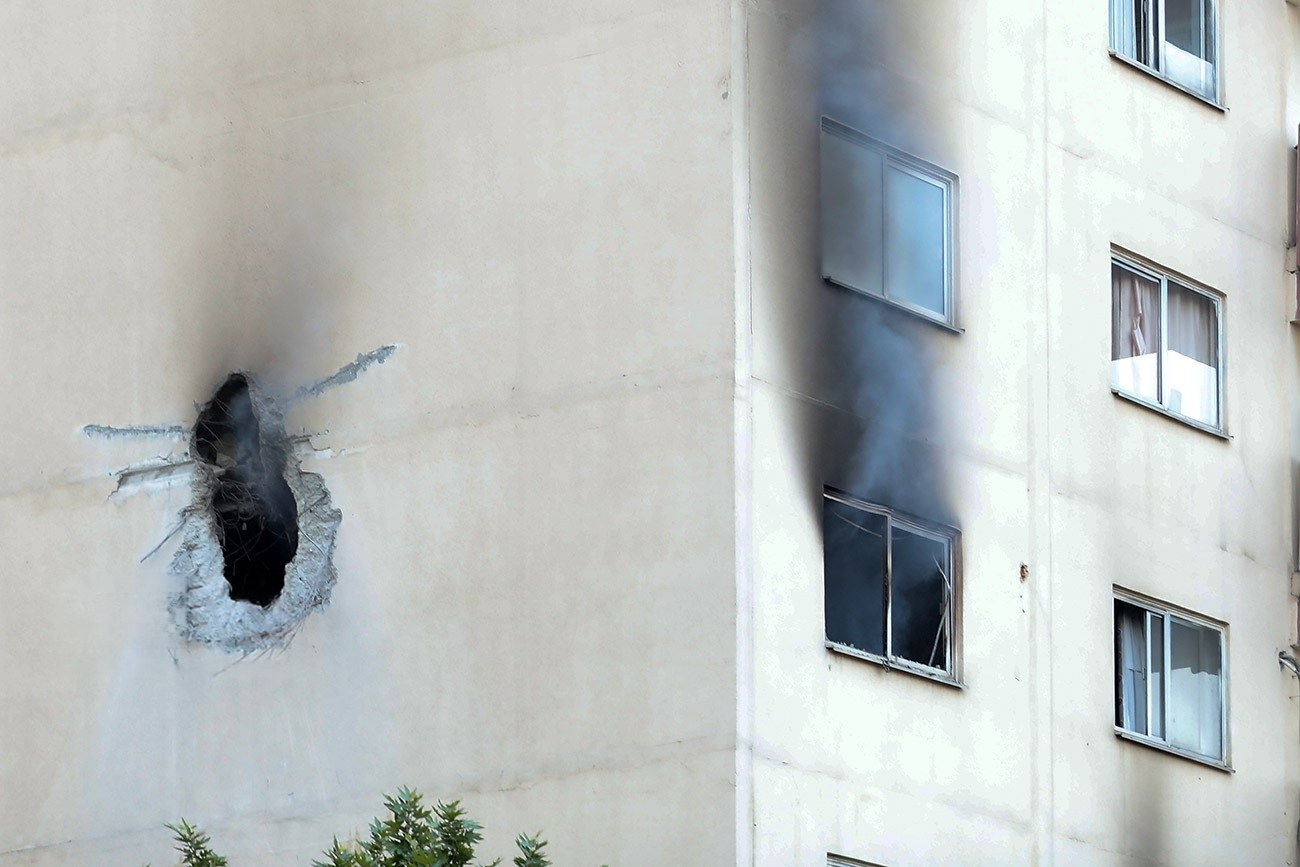
منزل متضرر من قذيفة إسرائيلية اخترقت الجدار

وشملت المقاتلات المستخدمة عدة طائرات من طراز "إف-35آي أدير"، وهي النسخة الإسرائيلية من مقاتلة الشبح الأمريكية "إف-35 لايتنينغ 2". ويُعتقد أن هذه الطائرات عُدِّلت باستخدام خزانات وقود مموهة منخفضة البصمة الرادارية لتمكينها من تنفيذ عمليات بعيدة المدى داخل إيران دون الإخلال بقدرات التخفي أو الحاجة إلى التزود بالوقود جوًا. وشملت الأهداف الإسرائيلية منشأة نطنز النووية وبنى تحتية أخرى تتعلق بالبرنامج النووي الإيراني. ولم تقع حوادث نووية نتيجة للغارات، إذ لم تُستهدف المفاعلات النووية العاملة مثل مفاعل بوشهر للطاقة النووية أو مفاعل طهران البحثي. وعلى الرغم من أن تضرر أجهزة الطرد المركزي يمكن أن يؤدي إلى تسرب إشعاعات منخفضة المستوى ومواد كيميائية صناعية تهدد العاملين في الموقع، فإنها لا يمكن أن تتسبب في انفجارات نووية أو في تلوث واسع النطاق.
وفي الوقت نفسه، نفذ جهاز الموساد عمليات تخريبية ضد أنظمة الدفاع الجوي والبنية التحتية الصاروخية الإيرانية. وذكر مسؤول إسرائيلي أن الموساد هرّب أسلحة دقيقة التوجيه وأنشأ قاعدة سرّية للطائرات المسيّرة قرب طهران، استُخدمت لتعطيل الدفاعات الجوية، ما أتاح التفوق الجوي للطائرات الإسرائيلية.
حوالي الساعة الثالثة صباحًا بالتوقيت المحلي، أعلن وزير الدفاع الإسرائيلي، يسرائيل كاتس، حالة الطوارئ العامة في جميع أنحاء البلاد، محذرًا من ردّ وشيك بالصواريخ والطائرات المسيّرة. وفُعِّلَت صفارات الإنذار في أنحاء إسرائيل تحسبًا لهجوم إيراني مضاد، رغم أن إيران لم تطلق أي صواريخ باليستية حتى مساء اليوم التالي. ووصف كاتس الهجوم الإسرائيلي على إيران بأنه "ضربة استباقية". وبحسب ما أعلنه الجيش الإسرائيلي، فقد استند هذا الإجراء إلى معلومات استخباراتية أفادت بأن إيران خزّنت كمية كافية من اليورانيوم المخصب تكفي لصنع ما يصل إلى 15 سلاحًا نوويًا خلال أيام قليلة.
وأُبلغ عن وقوع انفجارات في أنحاء طهران، بما في ذلك بالقرب من قواعد عسكرية وفي أحياء يقيم فيها كبار القادة العسكريين. وذكر شهود عيان أن ألسنة اللهب كانت ضخمة، وأن الانفجارات تكررت أكثر من مرة. وأفادت وكالة أنباء "فارس" المرتبطة بالحرس الثوري الإيراني، بأن عدة منازل تعرّضت للقصف في حي "شهرَكِ محلاتي" شرقي طهران، وهو حي يسكنه ضباط رفيعو المستوى في الحرس الثوري وعائلاتهم. وأفادت تقارير بأن مقر قيادة الحرس الثوري في طهران اشتعلت فيه النيران جرّاء الهجوم. كما تعرّض عدد من المجمعات السكنية للقصف، بما في ذلك تلك التي تضم مسؤولين وضباطًا إيرانيين. وبحسب ما أوردته بعض التقارير، فإن قوة الانفجارات تسببت بانهيار بعض المباني.
كما وقعت انفجارات في منشأة نطنز النووية الواقعة في محافظة أصفهان، والتي تُعد واحدة من أهم المنشآت النووية في إيران. وأكّدت القناة التلفزيونية الرسمية الإيرانية وقوع "انفجارات مدوية" بالقرب من الموقع، الذي يضم منشأتين للتخصيب: منشأة تخصيب الوقود الكبيرة تحت الأرض، والمنشأة التجريبية فوق الأرض. واستُهدفت كذلك منشآت نووية في خنداب وخرم آباد.
خلال الأيام التالية واصلت إسرائيل تنفيذ ضربات جوية وهجمات نوعية مركزة ضد أهداف استراتيجية في عمق الأراضي الإيرانية، بما في ذلك منشآت تخصيب اليورانيوم في نطنز وفوردو وأصفهان، ومصانع أجهزة الطرد المركزي، ومراكز القيادة والسيطرة التابعة للحرس الثوري ومنشآت تصنيع الطائرات المسيّرة ومخازن الذخيرة، والبنية التحتية للصواريخ الباليستية، وأنظمة الدفاع الجوي، ومنشآت رادار، وأحياء يسكنها كبار القادة العسكريين وعلماء نوويين.
طوال فترة التصعيد، اعتمدت إسرائيل على التفوق التكنولوجي والاستخباراتي، وواصلت شن هجمات سيبرانية لتعطيل شبكات القيادة والسيطرة الإيرانية، ما أدى إلى شلل نسبي في منظومة الرد الإيراني. بهذا، ركزت إسرائيل خلال العملية على إضعاف البرنامج النووي الإيراني، وتدمير القدرات الصاروخية، وشل البنية التحتية العسكرية والأمنية، مع تحقيق تفوق عملياتي وجوي واضح حتى اللحظة الأخيرة قبل سريان وقف إطلاق النار.

## الضحايا والإصابات في إيران

### الوفيات البارزة
قُتل خلال الضربات الإسرائيلية قائد الحرس الثوري الإيراني، اللواء حسين سلامي، ورئيس هيئة الأركان العامة للقوات المسلحة الإيرانية، اللواء محمد باقري، وقائد مقر خاتم الأنبياء المركزي، اللواء غلام علي رشيد.، ومستشار المرشد الأعلى ورئيس المجلس الأعلى للأمن القومي الإيراني، وقائد قوة الجوفضائية بالحرس الثوري، العميد أمير علي حاجي زاده، ونائب رئيس الاستخبارات في القوة الجوفضائية بالحرس الثوري، العميد خسرو حسني، وقائد الدفاع الجوي فيها العميد ثاني داود شيخيان، ومساعد رئيس هيئة الأركان العامة لشؤون الاستخبارات الإيرانية، اللواء غلام رضا محرابي، ومساعد رئيس هيئة الأركان العامة الإيرانية لشؤون العمليات، اللواء مهدي رباني.
وفي 17 يونيو 2025 اُغتيل علي شادماني، قائد مقر خاتم الأنبياء، بعد أربعة أيام فقط من تعيينه في هذا المنصب، وذلك بعد اغتيال سلفه في نفس الدور، اللواء غلام علي رشيد. وكان شادماني، الذي عينه علي خامنئي، القائد العسكري الأرفع في إيران وقت مقتله.
وأفادت وسائل إعلام إيرانية بمقتل العلماء النوويين فريدون عباسي دواني، الأمين العام الأسبق لمنظمة الطاقة الذرية الإيرانية، ومحمد مهدي طهرانجي، رئيس جامعة آزاد الإسلامية بطهران، وأعلن الجيش الإسرائيلي أن سلاح الجو تمكّن من تصفية عددٍ إضافي من العلماء ذوي الخبرات الخاصة المرتبطة مباشرةً ببرنامج إيران النووي، وهم: أكبر مطلب زاده، خبير في الهندسة الكيماوية، وسعيد برجي، خبير في هندسة المواد، وأمير حسن فكهي، خبير في الفيزياء، وعبد الحميد منوشهر، خبير في فيزياء المفاعلات النووية، ومنصور عسكري، خبير في الفيزياء، وأحمد رضا ذو الفقاري دارياني، خبير في الهندسة الذرية، وعلي باكوايي كتريمي، خبير في الميكانيك.
وأعلنَ الحرسُ الثوري الإيراني في بيانٍ لهُ يومَ الأحد 15 يونيو مقتلَ رئيسِ جهاز الإستخبارات بالحرسِ الثوري، العميد محمد كاظمي، ونائبهِ العميد حسن محقق، والعميد محسن باقري، بالضرباتِ الإسرائيلية على العاصمةِ طهران يومَ الأحد.

## الضربات الإيرانية

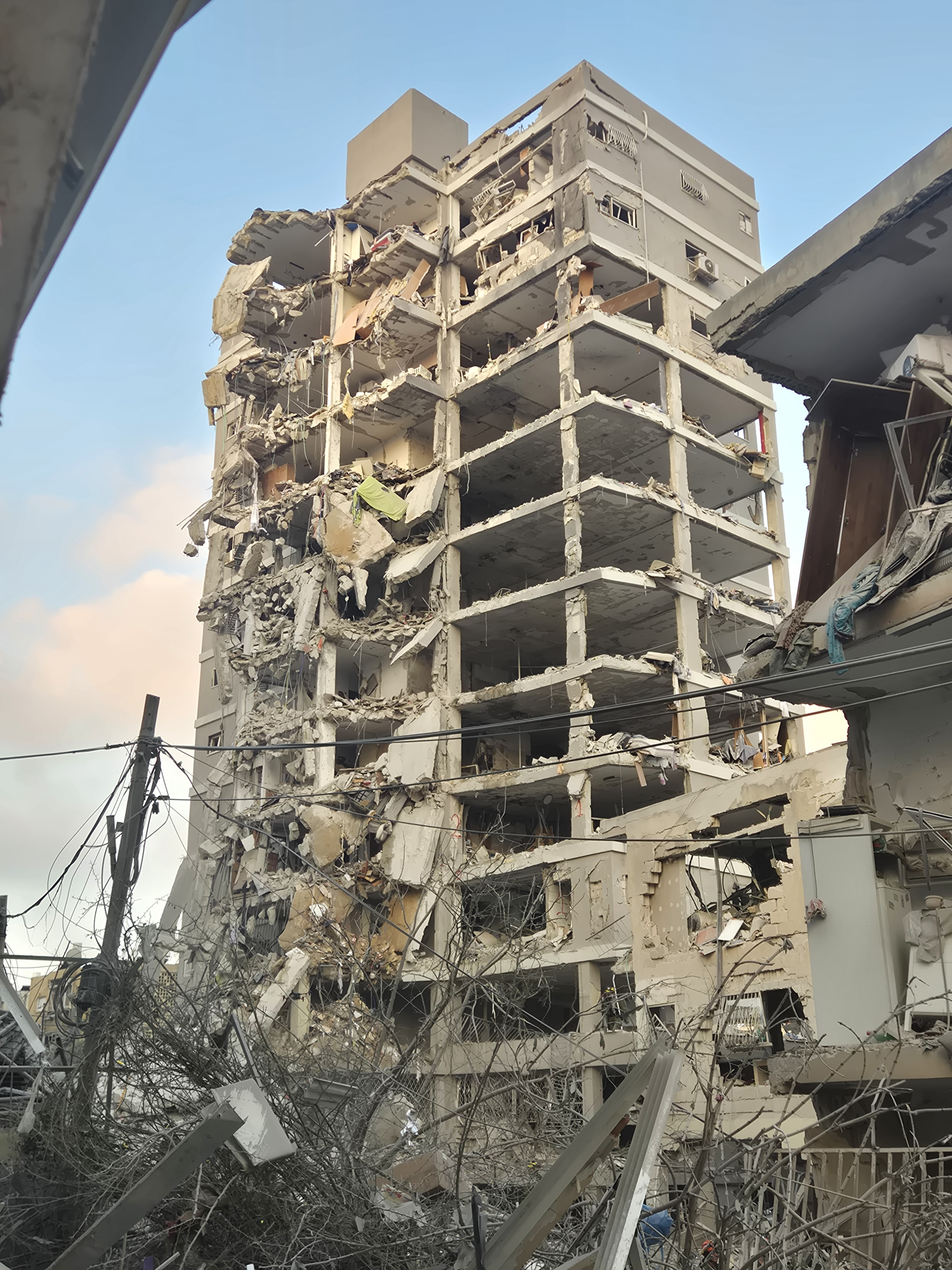
آثار الهجمات الإيرانية في بات يام

بعد الهجوم، أعلنت إيران عن نيتها توجيه رد قاسٍ ضد إسرائيل، مهددة باستهداف القوات الإسرائيلية والأمريكية المنتشرة في قواعد عسكرية بالشرق الأوسط. ردًا على ذلك، بدأت الولايات المتحدة بإجلاء بعض جنودها في العراق وسمحت بإجلاء أفراد عائلات الجنود المنتشرين في المنطقة. ذكر العميد في جيش الدفاع الإسرائيلي إيفي دفرين إن إيران والعراق أطلقتا أكثر من 100 طائرة مسيرة من طراز "شهد" باتجاه إسرائيل، ما أدى إلى تفعيل صفارات الإنذار في العاصمة الأردنية عمان. تم اعتراض العديد من هذه الطائرات من قبل سلاح الجو الأردني في الأجواء الأردنية وبعضها من قبل سلاح الجو الإسرائيلي في أجواء السعودية وسوريا. وأفادت مصادر إسرائيلية لاحقًا بأن أمر المدنيين باللجوء إلى الملاجئ قد أُلغي، مما يشير إلى تدمير غالبية الطائرات المسيرة. كما سقطت طائرة مسيرة معترضة على منزل في إربد بالأردن وأصابت ثلاثة أشخاص.
وفي اليمن، أطلق الحوثيون صاروخًا باليستيًا استهدف القدس، لكنه سقط في الخليل بالضفة الغربية وأصاب خمسة فلسطينيين. وقبل عشر دقائق من إطلاق إيران عشرات الصواريخ على إسرائيل، تلقى المواطنون الإسرائيليون تحذيرات عبر الهاتف بشأن هجوم وشيك، وسمح لهم بمغادرة الملاجئ بعد ذلك بوقت قصير. تعرضت تل أبيب لهجوم بصواريخ إيرانية، اعترضت إسرائيل بعضها، لكن بعضها أصاب أهدافه، بما في ذلك مقر القيادة العسكرية "الكريا" قرب شارع بيغين. أطلقت إيران على هجومها المضاد اسم "عملية الوعد الحقيقي 3"، وادعت استهدافها العديد من المواقع العسكرية والقواعد الجوية. قدر جيش الدفاع الإسرائيلي أن حوالي 150 صاروخًا باليستيًا أُطلقت خلال الهجوم على دفعتين. وأعلنت "ماغين دافيد آدوم" عن إصابة 63 إسرائيليًا، من بينهم حالة حرجة، وأخرى خطيرة، وعدة إصابات طفيفة، فيما توفيت امرأة مدنية لاحقًا متأثرة بجراحها. كما أصيب سبعة جنود بجروح طفيفة. تمكنت فرق الإنقاذ الإسرائيلية من إنقاذ عدة أشخاص من المباني المتضررة في تل أبيب. رغم هذه الهجمات، لم تسجل تقارير عن أضرار جسيمة نتيجة الضربات الإيرانية. وأفادت قناة الجزيرة الإنجليزية أن بعض الفلسطينيين مُنعوا من دخول الملاجئ الإسرائيلية.
من جهته، حذر الرئيس الأمريكي السابق دونالد ترامب إيران من استهداف الأمريكيين أو منشآتهم، مهددًا بـ"رد عسكري شامل وقوي لم يسبق له مثيل". وفي السياق ذاته، أعلنت وزيرة المالية البريطانية راشيل ريفز استعداد بريطانيا للمساهمة في حماية إسرائيل.

## الضحايا والإصابات في إسرائيل

### الخسائر البشرية
في 14 يونيو، أفادت نجمة داوود الحمراء بإصابة 63 شخصًا في الهجوم الصاروخي الباليستي الإيراني - أحدهم في حالة حرجة، وآخر في حالة خطيرة، وثمانية إصاباتهم متوسطة، بينما عانى الباقون من جروح طفيفة. تم تأكيد حالة وفاة واحدة. في تل أبيب، انتشلت فرق الإنقاذ شخصين على قيد الحياة من مبنى منهار. في وقت لاحق من اليوم ، أفادت صحيفة واللا بمقتل ثلاثة إسرائيليين وإصابة 172 آخرين. قُتل الثلاثة جميعًا في وسط إسرائيل، في رامات جان وريشون لتسيون.
في 14 يونيو، أفادت وسائل الإعلام المحلية بمقتل خمسة إسرائيليين في شمال إسرائيل بصواريخ إيرانية. إلا أن التقارير اللاحقة أشارت إلى مقتل أربعة أشخاص.
في 15 يونيو، أفادت التقارير بمقتل تسعة مدنيين إسرائيليين، وإصابة ما يقرب من 200 آخرين، واختفاء شخص واحد نتيجة هجوم صاروخي على وسط بات يام. وأسفر هجوم على رحوفوت عن إصابة 42 شخصًا.
في 16 يونيو 2025، وفي أعقاب الهجمات الصاروخية الباليستية الإيرانية على حيفا وتل أبيب، أفادت التقارير أن عدد القتلى بلغ ثمانية، مع إصابة ما يقرب من 100 شخص. وفي اليوم نفسه، أفادت شبكة CNN عن سقوط 24 قتيلاً و592 جريحًا في إسرائيل، منهم 10 في حالة خطيرة.

### الأضرار المادية
لحقت أضرار جسيمة بمبنى سكني حديث في وسط تل أبيب. اندلعت حرائق في عدة شقق، وشوهدت أعمدة الدخان تتصاعد منه. وتعرض مبنى مجاور لأضرار خارجية جسيمة، شملت تحطم نوافذ وقطعًا معدنية ملتوية معلقة من واجهته. وفي رمات جان، عُثر على عدة سيارات محترقة وثلاثة منازل متضررة بشكل واضح. أصاب صاروخ باليستي محيط مقر جيش الدفاع الإسرائيلي في تل أبيب، وألحق أضرارًا بالغة به.
وفقًا للسلطات البلدية، دُمِّرت تسعة مبانٍ بالكامل في رامات جان، بينما لحقت أضرار متفاوتة بمئات المباني الأخرى. ونزح حوالي 100 ساكن من منازلهم بسبب القصف الصاروخي.
وأدت الهجمات في الأيام التالية إلى مزيد من الدمار.

## القصف الأمريكي والرد الإيراني

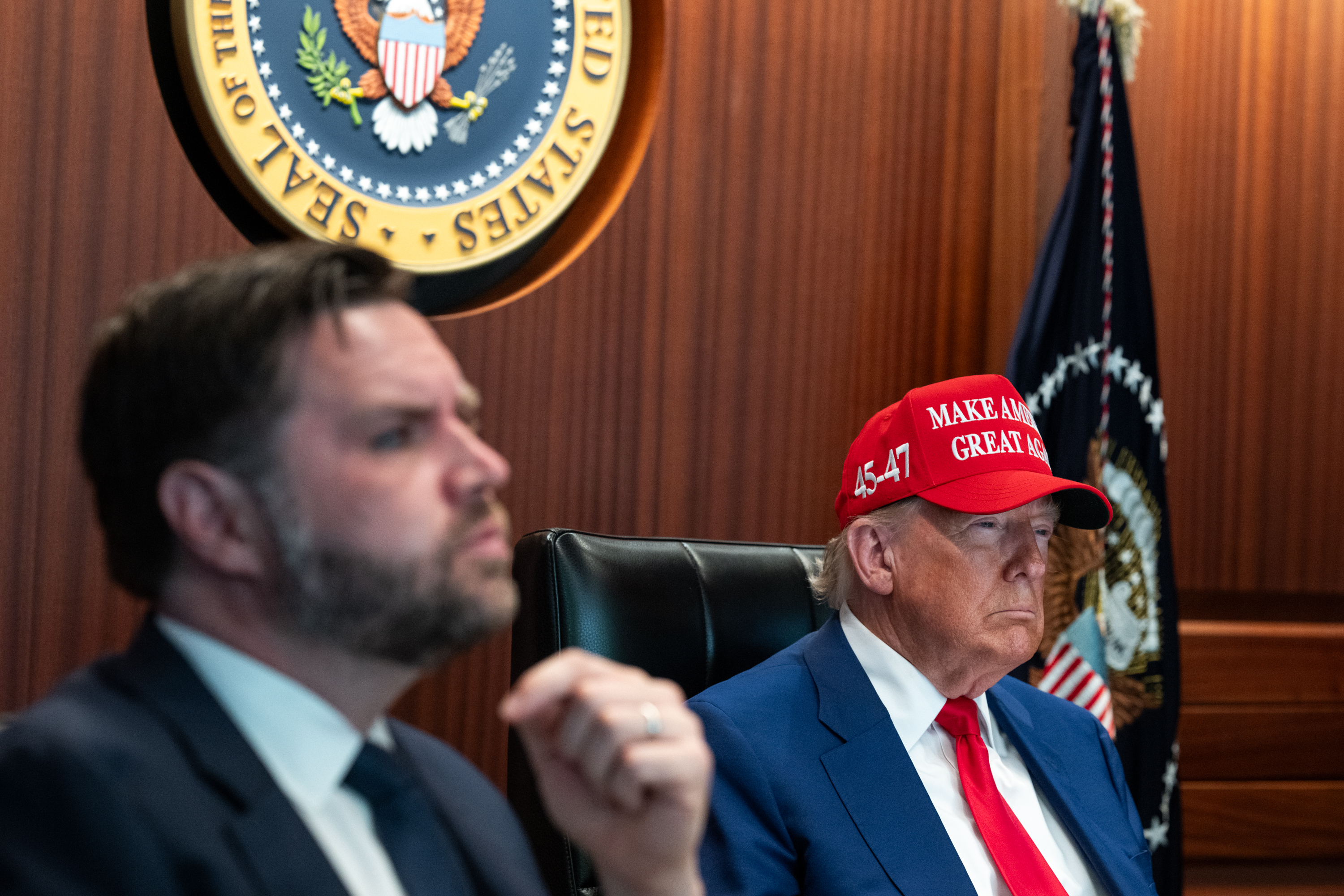
الرئيس ترامب ونائب الرئيس جيه دي فانس في غرفة العمليات أثناء الضربات

المقالة الرئيسة: الهجمات الأمريكية على إيران (يونيو 2025)، الهجمات الإيرانية على القواعد العسكرية الأمريكية 2025
في 22 يونيو، انضمت الولايات المتحدة إلى الحرب إلى جانب إسرائيل وضربت مواقع فوردو ونطنز وأصفهان النووية الإيرانية، باستخدام قاذفات بي 2 وصواريخ توماهوك.  قال الرئيس ترامب إن المنشآت المستهدفة "دُمّرت تمامًا". وردًا على ذلك، قالت الحكومة الإيرانية إن موقع فوردو لم يتضرر بشكل خطير. وقالت هيئة الإذاعة والتلفزيون الإيرانية إن أنفاق الخروج والدخول في فوردو فقط هي التي دُمرت ولكن ليس المنشأة نفسها.

ردًا على الضربات الجوية الأمريكية، شنت إيران "عملية بشائر الفتح"، التي شملت إطلاق صواريخ باليستية على القواعد الأمريكية في قطر والعراق. ويُذكر أن هذا الهجوم كان تنسيقًا محكماً بين إيران وقطر.

## التبعات
ذكرت وكالة تسنيم الدولية للأنباء الإخبارية أن السلطات الإيرانية أوقفت الرحلات في مطار الإمام الخميني الدولي رغم أن المطار نفسه لم يتضرر مباشرة من الهجمات، كما أُلْغِيَت رحلات العودة للحجاج الموجودين في السعودية. وأفادت شبكة CNN بأن العديد من الإيرانيين بدأوا بمغادرة المدن الكبرى في إيران اعتبارًا من 15 يونيو.
توقفت الرحلات الجوية من مطارات إسرائيل، فيما أغلقت كل من العراق والأردن أجواءهما الجوية. أعلنت إسرائيل حالة الطوارئ الخاصة، وأغلقت أجواءها، وأوقفت الدراسة في المدارس، وحظرت التجمعات الكبيرة. كذلك استدعت عشرات الآلاف من جنود الاحتياط في الجيش الإسرائيلي تحسبًا لرد فعل إيراني إنتقامي. وأكد الجيش الإسرائيلي أن جميع الطيارين المشاركين في الهجمات عادوا سالمين.
أصدر "مركز أمن المجتمع" تحذيرات للجاليات اليهودية في بريطانيا وفرنسا، فيما دعت "خدمة حماية الجالية اليهودية" اليهود في فرنسا إلى الحذر الشديد. وأفادت صحيفة "جيروزاليم بوست" أن رابطة مكافحة التشهير تراقب التطورات في الولايات المتحدة. كما أعلنت شرطة نيويورك زيادة الإجراءات الأمنية في المواقع اليهودية في جميع أنحاء مدينة نيويورك، وأكدت حاكمة نيويورك كاثي هوكول مراقبة الوضع عن كثب وتعزيز الأمن في المواقع الحساسة، إلى جانب تكثيف الأمن السيبراني. أما عمدة نيويورك إريك آدامز ومديرة الشرطة جيسيكا تيتش فأعلنا عن نشر ضباط لحماية السفارات الإسرائيلية، مع تأكيد تيتش على استمرار هذه الإجراءات لعدة أيام.
في 15 يونيو، أصدرت السفارة الأمريكية في العراق تحذيرًا من احتمال استهداف الأمريكيين، وأعلنت وزارة الخارجية الأمريكية تحذير سفر من الدرجة الرابعة للعراق. وفي 17 يونيو، نقلت سي إن إن عن الهند إجلاء طلابها من طهران عبر الحدود بين أرمينيا وإيران. أما في 18 يونيو، أفادت تقارير بأن ثلاث طائرات حكومية إيرانية من إيران إلى عُمان، إحدى هذه الطائرات هي الطائرة الرئاسية، ويعتقد بعض المحللين أنها تابعة لدبلوماسيين إيرانيين متجهين إلى عُمان لإجراء محادثات لوقف إطلاق النار.

### الاقتصاد
تُقدّر تكلفة الحرب على الاقتصاد الإسرائيلي بحوالي 285 مليون دولار يوميًا، أي ما يعادل مليار شيكل يوميًا. تشير التقديرات إلى أنه وفقًا لمعدل إطلاق الصواريخ الحالي، لا يمكن لإسرائيل سوى المحافظة على دفاعاتها الصاروخية ضد إيران لمدة تتراوح بين 10 إلى 12 يومًا إضافيًا. تسبب القصف على إيران في ارتفاع أسعار النفط بنسبة 7% في 13 يونيو، ثم ارتفعت لاحقًا إلى 11%، مسجلةً أعلى مستوى لها خلال شهر. ارتفع الدولار الأمريكي، وانخفض سعر البيتكوين إلى 103,000 دولار، وارتفعت أسعار الذهب بأكثر من 1%. تراجع سوق الأسهم العالمية المستقبلية، حيث خسر مؤشر داو جونز المستقبلي 600 نقطة. كما انخفضت أسهم العديد من شركات الطيران الدولية بشكل ملحوظ بعد الهجوم؛ حيث تراجع سهم شركة لوفتهانزا بنسبة 5%، وأسهم شركات إير فرانس، وKLM، وإيزي جيت بنسبة 3 إلى 4%. ورد أن شركات الطيران أوقفت عملياتها في المجال الجوي لإسرائيل وإيران والعراق والأردن، مع تحويل بعض الرحلات وإلغاء أخرى. ذكرت صحيفة نيويورك تايمز أن الإيرانيين كانوا يصطفون للحصول على الوقود ويخزنون المواد الغذائية الأساسية.
رغم بدء الضربات، ارتفعت مؤشرات الأسهم الإسرائيلية (TA35 وTA90) في أول يوم تداول خلال النزاع. في 16 يونيو، ارتفع سعر الشيكل الإسرائيلي بنسبة 3.6% ليصل إلى أعلى مستوياته منذ 9 أكتوبر 2023.

### الدبلوماسية
اختُتم اجتماع مجلس الأمن الدولي في 13 يونيو بتبادل التصريحات بين ممثلي إيران وإسرائيل. فقد وصف السفير الإيراني لدى الأمم المتحدة، أمير سعيد إيرواني، الضربات الإسرائيلية بأنها إعلان حرب، مشيرًا إلى أن ما قامت به إسرائيل هو عدوان متعمَّد وانتهاك صارخ لميثاق الأمم المتحدة. في المقابل، قال السفير الإسرائيلي داني دانون إن الهجمات جاءت دفاعًا عن النفس و"من أجل بقاء دولة إسرائيل"، معتبرًا أن هذا التصعيد جاء بعد فشل المساعي الدبلوماسية، ودعا المجتمع الدولي إلى الاعتراف بعجزه عن وقف البرنامج النووي الإيراني.
في أعقاب الهجوم، تم تعليق المحادثات النووية التي كان من المفترض أن تُعقد بين الولايات المتحدة وإيران في سلطنة عمان، وذلك إلى أجل غير مسمى.
وفي 15 يونيو، أعلن الرئيس القبرصي نيكوس خريستودوليدس تلقيه رسالة من الرئيس الإيراني مسعود بزشكيان موجّهة إلى الحكومة الإسرائيلية، وقال إنه سيناقش فحواها خلال اتصال هاتفي مع رئيس الوزراء الإسرائيلي بنيامين نتنياهو. بالتزامن، ذكرت وسائل إعلام إسرائيلية أن إيران لجأت إلى قطر وسلطنة عُمان لطلب وساطة لدى الولايات المتحدة لوقف الهجمات الإسرائيلية.
وفي تصريح لاحق، أكد الرئيس الأمريكي السابق دونالد ترامب وجود "اتصالات ومحادثات كثيرة" تهدف إلى التوصل إلى وقف لإطلاق النار، مرجّحًا اقتراب التوصل إلى اتفاق.
وفي 16 يونيو، أفادت وزارة الخارجية الإيرانية بأن البرلمان بدأ مناقشة مشروع قانون يقضي بانسحاب إيران من معاهدة عدم انتشار الأسلحة النووية، مع تأكيد طهران أنها لا تسعى لحيازة سلاح نووي. من جانبهم، دعا وزراء خارجية عدد من الدول الأوروبية إيران إلى التهدئة والعودة إلى المسار الدبلوماسي.
في الأثناء، نفت إيران طلبها زيارة إلى البيت الأبيض، وردّت على تصريحات ترامب بالقول إن "ما هو أدنى من أكاذيبه، هو تهديده الجبان بـ‘اغتيال’ المرشد الأعلى"، مشددة على أنها لن تدخل في مفاوضات تحت التهديد، ومتوعدة بالرد على أي جهة تمسّ أمنها.

### تداعيات في إسرائيل
عقب الضربات الإسرائيلية على إيران، أعلنت إسرائيل حالة التأهب القصوى، وحثّ الجيش الإسرائيلي المدنيين على البقاء في الملاجئ تحسّبًا لهجمات إضافية. وشملت الإجراءات الاحترازية حظر التجمعات العامة، وإغلاق المدارس، وإلغاء الرحلات الجوية في المطار الرئيسي لإسرائيل. وقد هدّدت إيران باستهداف القواعد والسفن الأمريكية والبريطانية والفرنسية في المنطقة في حال قدّمت دعماً لإسرائيل في صدّ ضرباتها.
وفي سياق متصل، أطلقت إسرائيل عملية جوية لإعادة نحو 100,000 إسرائيلي تقطّعت بهم السبل في الخارج بسبب الصراع. وأعلنت شركة الطيران الإسرائيلية الوطنية "إلعال"، إلى جانب شركتي "إسراير" و"أركيا" المحليتين، مشاركتها في العملية، حيث صرّحت "إلعال" بأنّ رحلات الإعادة مُجدولة من أثينا وبودابست وميلانو وروما وباريس ولندن. كما أعلنت شركة الملاحة البحرية "مانو مارايتايم" عن نيتها المساهمة أيضًا. وقد أقلعت أول رحلتين من لارنكا، قبرص، في 18 يونيو، وأعادتا مئات المواطنين.

### التأثير على البنية التحتية المدنية
عقب الهجوم الأولي، تم الإبلاغ عن انقطاعات واسعة النطاق في خدمة الإنترنت في عدد من المدن الإيرانية الكبرى، بما في ذلك طهران وأصفهان وشيراز. وقد نُسبت هذه الانقطاعات إلى أضرار بالبنية التحتية بالإضافة إلى قيود فرضتها الحكومة تهدف إلى التحكم في تدفق المعلومات.
وفي استجابة لهذا الإغلاق، أعادت شركة "سبيس إكس" التابعة لإيلون ماسك تفعيل خدمة الإنترنت الفضائي "ستارلينك" في إيران. ووفقًا للتقارير، فإن هذه الخطوة جاءت لتوفير وصول غير خاضع للرقابة إلى الإنترنت للمدنيين الإيرانيين خلال فترة الصراع.
من جهة أخرى، دعت السلطات الإيرانية المواطنين إلى حذف تطبيق واتساب، زاعمة أن المعلومات الشخصية على التطبيق تُجمع من قِبل إسرائيل. وردًا على ذلك، قالت شركة ميتا واتساب إنها "قلقة من أن تُستخدم هذه التقارير الكاذبة كذريعة لحظر خدماتنا في وقت يحتاج فيه الناس إليها بشدة"، وأكدت أنها لا تشارك أي معلومات مع أي حكومة.

## وقف إطلاق النار
المقالة الرئيسة: اتفاق وقف إطلاق النار بين إيران وإسرائيل 2025
في وقت مبكر من يوم الثلاثاء 24 يونيو، أعلن الرئيس الأمريكي دونالد ترامب وقف إطلاق النار بين إيران وإسرائيل في تدوينة على منصة تروث سوشيال، حيث كتب ترامب "تهانينا للجميع! تم التوصل إلى اتفاق كامل ونهائي بين إسرائيل وإيران على وقف شامل وكامل لإطلاق النار (بعد نحو ست ساعات من الآن، عند انتهاء كل من إسرائيل وإيران من مهامهما الأخيرة الجارية)، وذلك لمدة 12 ساعة، وعندها سيتم اعتبار الحرب قد انتهت رسميا!"، وأطلق اسم حرب الاثني عشر يوماً على المواجهة بين إسرائيل وإيران. طعن وزير الخارجية الإيراني عباس عراقجي في هذا الإعلان، قائلاً إنه لم يتم الاتفاق على أي اقتراح لوقف إطلاق النار، لكنه صرح بأن إيران ستوقف عملها العسكري إذا أوقفت إسرائيل الأعمال العدائية "في موعد أقصاه الساعة 4 صباحًا بتوقيت طهران. في الساعة 6:45 صباحًا بتوقيت طهران، ردت الدفاعات الجوية الإيرانية على الضربات الإسرائيلية المستمرة على العاصمة، حيث أطلقت إيران دفعة أخرى من الصواريخ على بئر السبع في الساعة 7:07 صباحًا.

## ردود الفعل والاستجابة
إيران: صرّح مصدر أمني إيراني أن طهران تخطط لتنفيذ "رد موجع وحاسم" على الهجوم الإسرائيلي، مشيرًا إلى أن تفاصيل الرد تُناقش على أعلى المستويات، دون تحديد موعد التنفيذ. كما حمّلت الولايات المتحدة مسؤولية الضربة، معتبرة أنها تمّت بتنسيق أو إذن منها، ومُحذّرة من تبعاتها الخطيرة.
أمرت الحكومة الإيرانية بفرض حظر إعلامي. وتعهد المتحدث باسم القوات المسلحة الإيرانية أبو الفضل شكارجي بالرد على إسرائيل والولايات المتحدة. وأصدر المرشد الأعلى علي خامنئي بيانًا عقب الضربات، واصفًا الهجمات بأنها "جريمة" وحذر من أن "النظام الصهيوني أعد لنفسه مصيرًا مريرًا ومؤلمًا". وصرحت وزارة الخارجية الإيرانية بأن لإيران الحق "القانوني والشرعي" في الرد على الهجمات الإسرائيلية بموجب ميثاق الأمم المتحدة، كما صرحت بأن الولايات المتحدة ستكون مسؤولة أيضًا عن "الآثار والعواقب الخطيرة لمغامرة النظام الصهيوني". وصرح فيلق الحرس الثوري الإسلامي بأنه مستعد للرد حتى بعد وفاة قائده حسين سلامي. وعُيّن أحمد وحيدي رئيسًا مؤقتًا.

### إسرائيل
إسرائيل: في خطاب مصوّر عقب بدء الهجوم الإسرائيلي على إيران فجر الجمعة، وصف رئيس الوزراء بنيامين نتنياهو العملية بأنها "لحظة حاسمة في تاريخ إسرائيل"، معلنًا انطلاق عملية "شعب كالأسد" بهدف إحباط المشروع النووي الإيراني. وأكد أن الجيش الإسرائيلي هاجم عددًا كبيرًا من الأهداف في أنحاء إيران، منها البنية التحتية النووية، ومصانع الصواريخ الباليستية، والقدرات العسكرية الإيرانية، مشيرًا إلى أن العملية ستستمر "ما دام ذلك ضروريًا". وشدد على أن إيران ما زالت تملك قدرات كبيرة لإلحاق الضرر بإسرائيل، لكن الأخيرة "مستعدة لذلك"، داعيًا المواطنين الإسرائيليين إلى التعاون والصمود خلال الأيام القادمة. وأضاف أن تحركات حكومته خلال السنوات الماضية أخّرت المشروع النووي الإيراني لعقد كامل، لكنها لم توقفه، مؤكدًا أن إيران باتت تملك يورانيومًا مخصبًا يكفي لتسع قنابل، وتتخذ حاليًا خطوات نوعية في مسار التسلح النووي. كما زعم أن إيران تمتلك بالفعل ما يكفي من اليورانيوم المخصب لتسع قنابل نووية، وشكر الرئيس الأميركي ترامب على دعمه وقال إن الهجوم كان ضرورة عملية فورية لدحر تهديد تخصيب اليورانيوم. وقال أيضًا إن الهجمات ستستمر "طالما كان ذلك ضروريًا لإكمال مهمة صد خطر الفناء ضدنا". صرح رئيس أركان الجيش الإسرائيلي إيال زامير في خطاب متلفز أن الجيش الإسرائيلي "يحشد عشرات الآلاف من الجنود ويستعد عبر جميع الحدود"، كما حذر من أن "أي شخص يحاول تحدينا سيدفع ثمنًا باهظًا" وأن "الأمر وصل إلى نقطة اللاعودة".
أعرب زعيم حزب المعارضة "يش عتيد" يائير لابيد عن "دعمه الكامل" للعمليات ضد إيران.
وقال مسؤول دفاعي إسرائيلي إن العملية حققت في عشر دقائق ما استغرق تنفيذه عشرة أيام ضد حزب الله.

### دولي
- الولايات المتحدة: قال وزير الخارجية ماركو روبيو إن إسرائيل تصرّفت تصرفًا مستقلًا، مؤكّدًا أن الولايات المتحدة لم تكن ضالعة في الهجوم. وأضاف أن إسرائيل أبلغت واشنطن بأنها تعتبر الهجوم عملاً من أعمال الدفاع عن النفس. وحذّر روبيو قائلاً: "على إيران ألا تستهدف المصالح أو الأفراد الأمريكيين"، مشيرًا إلى أن الإدارة تتخذ جميع الإجراءات اللازمة وتحافظ على التواصل مع الشركاء الإقليميين.[126][127] وقال جون ثون إن إيران انتهكت اتفاق حظر الانتشار النووي، وإنها تسعى منذ زمن لتدمير إسرائيل.[128]

أعرب السيناتور ليندسي غراهام عن دعمه للهجمات وكتب: "اللعبة بدأت. صلّوا من أجل إسرائيل". أعلن رئيس مجلس النواب مايك جونسون دعمه للهجمات، قائلاً إن "إسرائيل على حق" وأن "من حقها أن تدافع عن نفسها". قال السيناتور جيم ريش: "نقف مع إسرائيل الليلة وندعو من أجل سلامة شعبها ونجاح هذا العمل الدفاعي الأحادي". كما حذّر ريش إيران من مهاجمة الولايات المتحدة، قائلاً: "سيكون من الحمق أن تهاجم إيران الولايات المتحدة". قال السيناتور جاك ريد: "قرار إسرائيل المقلق بشن غارات جوية على إيران هو تصعيد متهور يهدد بإشعال العنف الإقليمي". عبّر السيناتور جون فيترمان عن دعمه لإسرائيل.
- النمسا: حثّ المستشار كريستيان شتوكر إيران وإسرائيل على توخي أقصى درجات الحذر. وحثّت وزيرة الخارجية بياتي مينل ريزينغر جميع الأطراف على توخي أقصى درجات الحذر وتهدئة الأوضاع، والعودة إلى الدبلوماسية.[133]
- الأرجنتين: أيد الرئيس خافيير مايلي العمليات العسكرية الإسرائيلية ضد إيران، قائلاً إن "إسرائيل تقبل بوجود دول أخرى، ولكن إيران لا تقبل بوجود إسرائيل".[134] ٨٠٠
- أرمينيا: أدانت وزارة الخارجية "الهجوم الأحادي الجانب على إيران [الذي] يعرض للخطر الجهود السلمية والاستقرار الإقليمي الشامل والسلام العالمي".[135]
- أذربيجان: أعربت وزارة الخارجية عن قلقها العميق إزاء الهجمات وحثت جميع الأطراف على تسوية قضاياهم بطريقة ودية وبما يتفق مع المعايير والمبادئ القانونية الدولية.[136]
- البرازيل: أصدرت وزارة الخارجية بيانًا أعربت فيه عن "إدانتها الشديدة" للضربات الإسرائيلية، ووصفتها بأنها "انتهاك واضح" للسيادة الإيرانية والقانون الدولي.[137]
- فنزويلا:أدان الرئيس نيكولاس مادورو الهجمات، واصفًا إياها بـ"الاعتداء الإجرامي" الذي "ينتهك القانون الدولي وميثاق الأمم المتحدة". وأضاف: "لا للحرب، لا للفاشية، لا للصهيونية النازية الجديدة"، واتهم فرنسا وألمانيا وبريطانيا والولايات المتحدة بدعم "هتلر القرن الحادي والعشرين " ضد "الشعب الإيراني النبيل والمسالم".[138][139] وأعرب وزير الداخلية ونائب رئيس الحزب الاشتراكي الموحد الفنزويلي، ديوسدادو كابيلو، عن دعمه للحكومة الإيرانية، وأعلن عن مسيرة في شوارع كاراكاس دعمًا للسلام واحتجاجًا على هجمات إسرائيل على إيران.[140] كما اتهم كابيلو ماريا كورينا ماتشادو بالدعوة إلى تدخل عسكري أمريكي في فنزويلا، وذلك عقب تصريحاتها بأن نظام مادورو يشكل تهديدًا خطيرًا على نصف الكرة الغربي والولايات المتحدة بسبب تحالفه الوثيق مع إيران.[141]
- بوليفيا: أدان الرئيس لويس آرسي الهجمات وحذّر من العواقب غير المتوقعة لهذه الحوادث. وتمنى آرسي عودة السلام سريعًا، وأعرب عن "تضامنه العميق مع الشعب الإيراني الشقيق وحكومته (...)".[142]
- البوسنة والهرسك: أدان وزير الخارجية إلمدين كوناكوفيتش الهجمات.[143]
- أستراليا: قالت وزيرة الخارجية بيني وونغ إنها "تشعر بالقلق" إزاء التوترات المتصاعدة بين إسرائيل وإيران، كما صرحت أيضًا بأن "هذا يهدد بمزيد من زعزعة الاستقرار في منطقة متقلبة بالفعل".[144]
- كندا: دعا رئيس الوزراء مارك كارني إلى "أقصى درجات ضبط النفس" مع التأكيد على "حق إسرائيل في الدفاع عن نفسها وضمان أمنها".[145]
- الصين: وصفت السفارة في إيران الوضع بأنه "خطير ومعقد"، ونصحت مواطنيها بالبقاء في حالة تأهب وتجنب الأماكن الحساسة أو المزدحمة.[146] كما فعلت السفارة في تل أبيب.[147]
- الهند: قال المتحدث باسم وزارة الشؤون الخارجية راندهير جايسوال إن الهند "تراقب عن كثب الوضع المتطور، بما في ذلك التقارير المتعلقة بالهجمات على المواقع النووية".[146]
- باراغواي: أصدرت وزارة الخارجية بيانًا حثت فيه على السلام الإقليمي وأكدت دعمها القوي لإسرائيل وحقها في الدفاع عن النفس.[148]
- بيرو: أعربت الحكومة البيروفية عن قلقها العميق إزاء هذه الهجمات التي تُهدد السلم الدولي وتنتهك القانون الدولي. وحثت جميع الأطراف على الامتناع عن المزيد من التصعيد، الذي قد يُخلف آثارًا غير متوقعة على الاستقرار الإقليمي والأمن العالمي.[149]
- البرتغال: حث المرشح الرئاسي لويس ماركيز مينديز أوروبا على اتخاذ إجراءات حاسمة لمنع مثل هذه الهجمات، التي وصفها بأنها "تدخل غير مبرر على الإطلاق، وغير ضروري على الإطلاق، وفوق كل هذا، خطير للغاية في منطقة حساسة للغاية من العالم".[150]
- بنغلاديش: أدانت وزارة الخارجية بشدة الهجوم العسكري الإسرائيلي على إيران، ووصفته بأنه انتهاك للقانون الدولي وتهديد للسلام العالمي. وحثت جميع الأطراف على ضبط النفس، وأكدت أن "الدبلوماسية والاحترام المتبادل هما السبيل الوحيد لتحقيق سلام دائم".[151]
- المكسيك: أعربت وزارة الخارجية عن إدانتها الشديدة للضربات، مؤكدةً أنها تُشكل تهديدًا خطيرًا على المدنيين والاستقرار الإقليمي. كما سلطت الضوء على نهج المكسيك السلمي، وأكدت أن سياستها الخارجية ترتكز على أسسها الدستورية.[152]
- نيكاراغوا: أدانت الرئيسة المشاركة روزاريو موريلو الهجمات ووصفتها بأنها أحداث مؤسفة. وأكدت أنها "هجوم جبان" و"تنتهك جميع قوانين وأعراف التعايش، وكذلك المعاهدات الدولية".[153]
- غواتيمالا: أصدرت الحكومة الغواتيمالية بيانًا أعربت فيه عن قلقها البالغ إزاء الهجمات. وأكدت أن هذا الظرف لا يؤدي إلا إلى تفاقم الصراع الذي قد يتجاوز حدود المنطقة ويتخذ أبعادًا عالمية.[154]
- غيانا: أدانت الممثلة الدائمة للأمم المتحدة كارولين رودريغيز الهجمات الإسرائيلية على إيران ووصفتها بأنها "مخالفة لميثاق الأمم المتحدة " وحثت إسرائيل وإيران بشدة على الامتناع عن تصعيد الصراع.[155]
- الكرسي الرسولي: حثّ البابا لاون الرابع عشر البلدين على الحوار والتصرف بعقلانية. كما أشار إلى أنه يراقب الوضع بقلق بالغ.[156]
- نيجيريا: أدانت نيجيريا الهجمات، مؤكدةً أنها زادت من حدة التوترات في الشرق الأوسط وتشكل تهديدًا للسلم والاستقرار الدوليين. وأعربت المتحدثة باسم وزارة الخارجية، كيميبي إيبينفا، عن قلق نيجيريا العميق، وطلبت من جميع الأطراف توخي أقصى درجات الحذر من أجل السلام الإقليمي والدولي.[157]
- النرويج: انتقد وزير الخارجية إسبن بارث إيدي الهجمات، قائلاً إنها تنتهك القانون الدولي، وتؤدي إلى تفاقم التوترات الإقليمية، وتعرض الأمن العالمي للخطر.[158]
- كوريا الجنوبية: صرّح متحدث باسم وزارة الخارجية بأن الحكومة أعربت عن قلقها العميق إزاء الهجمات، وأدانت أي إجراءات من شأنها أن تزيد الوضع سوءًا. ودعت جميع الأطراف المعنية إلى توخي أقصى درجات الحذر وخفض التوترات الإقليمية.[159]
- قبرص: صرّح الرئيس نيكوس خريستودوليديس بأن قبرص "غير متورطة بأي شكل من الأشكال، ودورها، كعادتها، هو تحقيق الاستقرار وتقديم المساعدات الإنسانية". وأعرب عن أمله في ألا يحدث أي تصعيد إضافي في المنطقة، لأنها "لا تُجدي نفعًا في أي موقف".[160]
- اليونان: أكد رئيس الوزراء كيرياكوس ميتسوتاكيس على ضرورة تهدئة الوضع في المنطقة. وأكد أن الدبلوماسية هي السبيل الواقعي الوحيد للمضي قدمًا، مع الأخذ في الاعتبار ضرورة منع إيران من امتلاك قدرات نووية. كما حذّر من فتح جبهات جديدة في صراع الشرق الأوسط.[161]
- إسبانيا: أدانت الحكومة الإسبانية الهجمات، ودعت الأطراف إلى ضبط النفس ووضع حدٍّ فوريٍّ للعنف. وأكدت التزام إسبانيا باستقرار الشرق الأوسط، وعزمها على مواصلة التعاون مع حلفائها لتحقيق سلامٍ دائم في المنطقة.[162]
- أيرلندا: وصف نائب رئيس الوزراء سيمون هاريس الهجمات بأنها "خطيرة للغاية" و"مرعبة للغاية". وفي خطاب متلفز، حثّ جميع الأطراف على "التراجع عن حافة الهاوية"، وأكد على ضرورة "تهدئة" فورية في المنطقة.[163]
- إيطاليا: قال وزير الخارجية أنطونيو تاجاني خلال لقاءاته مع نظيره الإيراني عباس عراقجي إنه يريد من إيران تجنب التصعيد العسكري في المواجهة مع إسرائيل، وهو ما سيكون ضاراً للغاية للمنطقة بأكملها.[164]
- سريلانكا: دعت الحكومة السريلانكية كلا البلدين إلى وضع الدبلوماسية والاتصالات في المقام الأول من أجل نزع فتيل التوترات المتزايدة بين إيران وإسرائيل.[165]
- السويد: صرحت وزيرة الخارجية ماريا مالمر ستينرجارد، "إن الوضع خطير للغاية في منطقة متوترة وغير مستقرة بالفعل، ونحن نتابع الآن التطور السريع عن كثب، ومثل العديد من الآخرين، نحث الآن جميع الأطراف على خفض التصعيد".[166]
- سويسرا: أشار المستشار الاتحادي إجنازيو كاسيس إلى أن سويسرا تشعر بقلق عميق إزاء الهجمات، وحث جميع الأطراف على توخي الحذر الشديد والامتناع عن أي سلوك من شأنه أن يؤدي إلى تفاقم التوترات.[167]
- طاجيكستان: انتقدت وزارة الخارجية العمليات العسكرية الإسرائيلية ضد إيران، وأعربت عن قلقها البالغ إزاء تصعيد الوضع. وأكدت أن الوسيلة المشروعة الوحيدة لحل أي نزاعات أو مشاكل في المنطقة هي الحوار والمفاوضات.[168]
- نيبال: أعربت نيبال عن قلقها البالغ إزاء تصاعد المواجهات مؤخرًا. ونصحت وزارة الخارجية كلاً من إيران وإسرائيل بتجنب المزيد من التصعيد، والانخراط في حوار عبر القنوات الدبلوماسية لتعزيز السلام والاستقرار الإقليمي.[169]
- جزر المالديف: أدان الرئيس محمد معزو الضربات وأكد أن مثل هذا العدوان ينتهك القانون الدولي.[170]
- ناميبيا: اتهمت الرئيسة نتومبو ناندي ندايتواه إسرائيل بانتهاك القانون الدولي عقب الهجمات. كما حثت على الاعتدال والدبلوماسية، مؤكدةً التزام ناميبيا بالقانون الدولي والتعايش السلمي والسيادة.[171]
- كينيا: دعا السكرتير الأول للشؤون الخارجي إيران وإسرائيل إلى استخدام الاعتدال والبحث عن حل سلمي للمشكلة الحالية التي أدت إلى التصعيد الحالي وفقًا لميثاق الأمم المتحدة.[172]
- صربيا: أعرب الرئيس ألكسندر فوتشيتش عن قلقه من أن تؤدي الهجمات إلى عدم استقرار اقتصادي، وتقلبات سياسية، واضطرابات عالمية. وأضاف: "كل ما أتمناه هو أن ينتهي هذا الأمر في أسرع وقت ممكن".[173]
- اليابان: صرح كبير أمناء مجلس الوزراء يوشيماسا هاياشي بأن الحكومة "ستواصل بذل كل الجهود الدبلوماسية لمنع تفاقم الوضع"، وأنها "ستتخذ كل الإجراءات الممكنة" لحماية المغتربين اليابانيين.[174]
- كوبا: أدان الرئيس والأمين الأول للحزب الشيوعي ميغيل دياز كانيل بشدة الهجمات، وطالب بوقف العنف، وحث على الالتزام بالقانون الدولي.[175]
- نيوزيلندا: قال رئيس الوزراء كريستوفر لوكسون إن الضربات كانت "مصدر قلق كبير"، في حين دعا وزير الخارجية ونستون بيترز إلى خفض التصعيد.[176][177]
- جمهورية التشيك: وصف وزير الخارجية يان ليبافسكي الضربات بأنها "رد فعل معقول" على تهديد إيران بامتلاك قنبلة نووية ودعمها لحماس وحزب الله. وقال إنه "يتفهم تمامًا... العمل العسكري الهادف إلى منع إنتاج قنبلة نووية"، مضيفًا أن "إيران لطالما أخفقت في الوفاء بالتزاماتها تجاه المجتمع الدولي، وهي تُعزز برنامجها النووي، وفي الوقت نفسه، تستخدم خطابًا يهدف إلى تدمير دولة إسرائيل".[178]
- هولندا: أعربت لحكومة الهولندية عن قلقها إزاء الهجمات، ووصفها رئيس الوزراء ديك شوف أنها "مثيرة للقلق" وحث جميع المعنيين على "الحفاظ على الهدوء والامتناع عن المزيد من الهجمات والأعمال الانتقامية".[179]
- فرنسا: دعا الرئيس إيمانويل ماكرون إلى "أقصى درجات ضبط النفس" مع التأكيد على "حق إسرائيل في الدفاع عن نفسها وضمان أمنها".[180][181]
- ألمانيا: دعم المستشار الألماني فريدرش ميرتس الضربات الإسرائيلية على إيران، قائلاً: "هذا العمل القذر الذي تقوم به إسرائيل من أجلنا جميعاً".[182] وحثّ كلاً من إسرائيل وإيران على "الامتناع عن أي خطوات قد تؤدي إلى مزيد من التصعيد وزعزعة استقرار المنطقة بأسرها". وأكد أن رئيس الوزراء الإسرائيلي نتنياهو أبلغه بالعملية في مكالمة هاتفية، وأن ألمانيا مستعدة لاستخدام "جميع الوسائل الدبلوماسية المتاحة" للمساعدة في تهدئة الصراع. كما شدد ميرتس على أن "الهدف يجب أن يبقى منع إيران من تطوير أي أسلحة نووية"، وأكد مجدداً "حق إسرائيل في حماية وجودها وأمن مواطنيها". وأضاف أن أجهزة الأمن الألمانية ستعزز حماية المواقع اليهودية والإسرائيلية محلياً.[183][184]
- أفغانستان: أدانت حركة طالبان الهجوم معربة عن قلقها إزاء الحملة الإسرائيلية المستمرة في غزة.[185]
- إندونيسيا: أدانت وزارة الخارجية الإندونيسية بشدة الضربة الإسرائيلية واسعة النطاق على طهران في وقت مبكر من يوم الجمعة، محذرة من أن الهجوم قد يؤدي إلى تفاقم التوترات الإقليمية.[186] وصرح المتحدث باسم الوزارة روليانسياه سويميرات بأن جميع البلدان ملزمة بحل النزاعات سلميا وبما يتماشى مع القانون الدولي.[187]
- تايلاند: أعرب المتحدث باسم وزارة الخارجية نيكورنديج بالانكورا، عن قلق تايلاند العميق إزاء اتساع نطاق الصراع وعواقبه. وصرح قائلاً: "تحث تايلاند جميع الأطراف على ممارسة أقصى درجات ضبط النفس لمنع تفاقم الوضع، الذي سيلحق الضرر حتماً بالمدنيين الأبرياء".[188]
- ماليزيا: أدانت ماليزيا الهجمات، مؤكدةً أنها تُشكل تهديدًا خطيرًا للسلم والأمن العالميين، وانتهاكًا صارخًا للقانون الدولي، ولا سيما ميثاق الأمم المتحدة. وأكدت على ضرورة بذل كل جهد ممكن لمنع تفاقم الوضع، لأن ذلك قد يُزعزع استقرار المنطقة، ويخلف آثارًا بعيدة المدى على العالم أجمع.[189]
- قالب:سلطنة بروناي: انتقدت وزارة الخارجية بشدة الهجمات على إيران، ووصفتها بأنها انتهاك صارخ لسيادة إيران وسلامة أراضيها. وأكدت مجددًا حق إيران في الدفاع عن النفس بموجب المادة 51 من ميثاق الأمم المتحدة. [ 72 ][190]
- سنغافورة: أصدرت وزارة الخارجية بيانًا أعربت فيه عن قلقها البالغ إزاء تصاعد التوترات في المنطقة. ودعت جميع أطراف المواجهة بين إيران وإسرائيل إلى الاعتدال وتهدئة الوضع.[191]
- الفلبين: أعربت وزارة الخارجية عن "قلقها البالغ" إزاء الهجمات. وحثت المتحدثة باسم الخارجية، ماريا تيريسيتا دازا، الدول المعنية على تهدئة الأوضاع والسعي إلى السلام. وأصدرت السفارات الفلبينية في إيران والعراق وإسرائيل تحذيرات جديدة، طالبةً من الفلبينيين توخي الحذر والابتعاد عن الأماكن العامة.[192]
- باكستان: أدانت وزارة الخارجية الباكستانية الهجوم الإسرائيلي وأكدت على حق إيران في الدفاع عن نفسها بموجب المادة 51 من ميثاق الأمم المتحدة.[193]
- قرغيزستان: أعربت وزارة الخارجية عن قلقها العميق إزاء تصاعد التوترات بين إسرائيل وإيران، وحثت الطرفين على توخي أقصى درجات الحذر والامتناع عن أي أعمال من شأنها تفاقم الوضع في المنطقة، سعيًا لإيجاد حل سلمي للوضع الراهن.[194]
- لوكسمبورغ: انتقد وزير الخارجية كزافييه بيتل توقيت الضربات الجوية، قائلاً إنها جاءت في وقت "تتفاوض فيه الولايات المتحدة وإيران بشأن البرنامج النووي الإيراني"، وأكد على أن الخلافات يجب أن تُسوى دبلوماسياً.[195]
- بولندا: صرّح وزير الداخلية توماس سيمونياك بأن بولندا تراقب العمل العسكري الإسرائيلي بالتعاون مع حلفائها "في المقام الأول من منظور المصالح الأمنية البولندية والمواطنين البولنديين المقيمين في الشرق الأوسط".[196] ولم يتوقع وزير الدفاع الوطني فلاديسلاف كوسينياك كاميش أي تحرك من جانب القوات البولندية في لبنان وتركيا.[197] وأشار رئيس الوزراء دونالد توسك إلى الهجمات لتبرير زيادة إنتاج الأسلحة المحلية.[198]
- كازاخستان: أصدرت وزارة الخارجية بيانًا أعربت فيه عن قلقها البالغ إزاء الهجمات وحثت على حل القضية بسرعة ومن خلال القنوات الدبلوماسية والسياسية فقط بما يتفق مع القانون الدولي وميثاق الأمم المتحدة.[199]
- لاتفيا: خلال اجتماع، أشار وزير الخارجية بايبا برازي إلى أن لاتفيا تدعم عقوبات الاتحاد الأوروبي على إيران للحد من دعم إيران لروسيا، وبرنامجها النووي، وسياساتها الإقليمية العدائية. كما حثّت إسرائيل على وقف أي تصعيد آخر قد يؤدي إلى عواقب أوسع نطاقًا وغير متوقعة.[200]
- ليتوانيا: حثّ الرئيس غيتاناس ناوسيداا الجانبين على ضبط النفس واتخاذ إجراءات فورية لاستقرار الوضع، مضيفًا أنه لا ينبغي السماح لإيران بتطوير أسلحة نووية، وأن تعاون إيران مع المجتمع الدولي غير كافٍ. وأصدرت وزارة الخارجية بيانًا مشابهًا.[201]
- مولدوفا: أكدت وزارة الخارجية أن مولدوفا تشعر بالقلق إزاء الهجمات. كما ذكرت أن مولدوفا تتفق مع مطالب المجتمع الدولي بخفض التوترات بشكل عاجل.[202]
- بيلاروس: أعربت بيلاروسيا عن قلقها البالغ إزاء الهجمات، وقالت أن استخدام القوة في الحرب قد يكون له عواقب عالمية غير متوقعة، ويهدد الاستقرار والأمن الإقليميين، ويؤدي إلى أزمة إنسانية.[203]
- روسيا: قال المتحدث باسم الرئاسة ديمتري بيسكوف: "إن روسيا تشعر بالقلق وتدين التصعيد الحاد في التوترات".[204][205]
- أوكرانيا: أعربت وزارة الخارجية عن قلقها إزاء الهجمات، محذرة من أن استمرار الأعمال العدائية قد يؤثر سلبًا على الأمن الدولي والاستقرار المالي العالمي، وخاصةً على أسواق النفط. وذكّرت بأن الحكومة الإيرانية تُسلح موسكو لقتل الأوكرانيين، وتدعم روسيا في حربها ضد أوكرانيا.[206]
- تركيا: أدانت وزارة الخارجية التركية الهجمات "بأشد العبارات الممكنة" قائلة إن "إسرائيل لا تريد حل القضايا بالوسائل الدبلوماسية".[207]
- المملكة المتحدة: حث رئيس الوزراء السير كير ستارمر "جميع الأطراف على التراجع" و"العودة إلى الدبلوماسية".[208]
- لبنان: أدان الرئيس اللبناني جوزيف عون «الاعتداءات الإسرائيلية على إيران» وقال أنها لم تستهدف الشعب الإيراني فحسب، بل استهدفت كل الجهود الدولية التي تبذل للمحافظة على الاستقرار في منطقة الشرق الأوسط والدول المجاورة وتفادي التصعيد فيها".[209]
- عُمان: أدانت سلطنة عمان الهجوم الإسرائيلي على إيران، وقالت إنه يأتي في توقيت بالغ الحساسية تتكثف فيه الجهود الدولية لاستئناف المفاوضات النووية بين طهران وواشنطن.[210]
- حركة حماس: أدانت حركة حماس الهجوم ووصفته بأنه "عدوان وحشي يشكل انتهاكا صارخا للأعراف والمواثيق الدولية"، وأضافت أنها أكدت مجددا أن إسرائيل "تشكل تهديدا وجوديا للمنطقة بأسرها" وتعكس إصرار حكومة نتنياهو المتطرفة على جر المنطقة إلى مواجهات مفتوحة، كما أظهرت حماس تضامنها الكامل مع إيران وقدمت "أعمق تعازيها" للقيادة والشعب الإيراني في وفاة كبار القادة والعلماء النوويين وحثت العالم على اتخاذ "موقف موحد لردع" إسرائيل و"وضع حد لجرائمها".[211]
- حزب الله: أدان حزب الله بشدة الهجوم الإسرائيلي معتبراً أنه يشكّل تصعيداً خطيراً في مسار التفلّت الصهيوني من كل الضوابط والقواعد بغطاء ورعاية أميركيتين كاملين، وأضاف في بيان أنه "يؤكد أن هذا العدو لا يلتزم أي منطق أو قوانين وأنه لا يعرف إلا لغة القتل والنار والدمار، وبات يجمح لارتكاب حماقات ويقوم بمغامرات تنذر بإشعال المنطقة برمّتها، خدمة لأهدافه العدوانية، ولإنقاذ نفسه من أزماته الداخلية."[212]
- جماعة أنصار الله الحوثيون: أعلن زعيم الجماعة عبد الملك الحوثي السبت 14 يونيو 2025 تأييده للرد الإيراني على الهجمات الإسرائيلية ويقول "نحن شركاء في الموقف بكل ما نستطيع.. ونتوعد إسرائيل بحرب مفتوحة ومستمرة نصرا للشعب الفلسطيني".
- السعودية: أعربت وزارة الخارجية السعودية في بيان عن إدانتها واستنكارها الشديد للاعتداءات الإسرائيلية التي وصفتها بـ"السافرة" تجاه إيران، مؤكدة على أن الاعتداءات الإسرائيلية تمس سيادة وأمن إيران، وتمثل انتهاكاً ومخالفة صريحة للقوانين والأعراف الدولية.[213]
- جزر القمر: كانت البلاد واحدة من الدول الموقعة من بين 21 دولة عربية وإسلامية على بيان بقيادة مصر يدين الهجمات الإسرائيلية على إيران.[214]
- مصر: أدانت وزارة الخارجية المصرية في بيان الهجمات العسكرية للجيش الإسرائيلي على إيران وأمدت «متابعتها بقلق بالغ التطورات الحالية المسارعة» وأكدت أن «الهجمات العسكرية الإسرائيلية على إيران تمثل تصعيدًا إقليميا سافرا بالغ الخطورة، وانتهاكًا فاضحًا للقانون الدولي وميثاق الأمم المتحدة، وتهديدًا مباشراً للأمن والسلم الإقليمي والدولي» وشددت على أن «هذا العمل العسكري وما سينتج عنه من تداعيات يعرض مقدرات شعوب المنطقة لخطر بالغ ويهدد بانزلاق المنطقة بأكملها الي حالة من الفوضى العارمة».[215]
  -  الأزهر الشريف: أدان الأزهر الشريف بأشد العبارات "العدوان الصهيوني على إيران" مطالبا بوقف "الانتهاكات الصهيونيّة المتكررة بحق دول المنطقة وشعبها" وأضاف في بيان: أن "سياسة الغطرسة التي ينتهجها الاحتلال الصهيوني تعبر عن أسوأ احتلال عرفه التاريخ الحديث" ووصف "العدوان الإسرائيلي بأنه "انتهاك سافر لسيادة الدول وتعد صارخ على أحكام القانون الدولي وتهديدا مباشرا للسلم والأمن الإقليمي والدولي" وأن "همجية الاحتلال الصهيوني تنذر بمزيد من اشتعال الأزمات في المنطقة، وتهدد بجرها إلى فوضى إقليمية تقوض استقرارها وتعرض مقدرات شعوبها للخطر".[216]
- الكويت: أعربت وزارة الخارجية عن "إدانة واستنكار دولة الكويت الشديدين للهجمات الإسرائيلية على الجمهورية الإسلامية الإيرانية في انتهاكٍ صارخٍ لكافة القوانين والمواثيق الدولية" وبما "يعد اعتداءً سافراً على السيادة الإيرانية ويعرض أمن واستقرار المنطقة للخطر" وجددت «دعوتها للمجتمع الدولي، وعلى وجه الخصوص مجلس الأمن، إلى تحمل مسؤولياتهما في وقف هذه الانتهاكات بما يحفظ أمن واستقرار المنطقة».[217]
- العراق: أعرب الناطق الرسمي باسم الحكومة باسم العوادي عن إدانة العراق تدين بأشد العبارات "الاعتداء العسكري الذي شنه الكيان الصهيوني على أراضي إلجمهورية الإسلامية الإيرانية والذي يُمثّل انتهاكًا صارخًا للمبادئ الأساسية للقانون الدولي وميثاق الأمم المتحدة، ويشكل تهديدا للأمن والسلام الدوليين خصوصا انه وقع اثناء فترة التفاوض الامريكي الايراني، وأنه “على المجتمع الدولي أن لا يبقى متفرجًا أمام هذا الانتهاك الفاضح للقانون الدولي فاستدعاء منطق القوة لفرض الوقائع من جديد يُهدد بنسف أسس العلاقات الدولية الحديثة ودعا مجلس الأمن للانعقاد الفوري.[218] تحدث رئيس الوزراء محمد شياع السوداني مع الرئيس الإيراني بيزيشكيان، وأعرب عن تضامن بلاده مع إيران "شعبًا وحكومة"، وصرح بأن العراق ملتزم بالسلام.[219]
  - قال زعيم التيار الصدري في العراق مقتدى الصدر إن بلاده لا تحتمل حروبا جديدة ودعا إلى "تغليب الحكمة عقب الهجوم الإسرائيلي على إيران» وشدد على «ضرورة تجنيب العراق وشعبه أي تداعيات محتملة، وأن البلاد ليست بحاجة إلى حروب جديدة».[220]
  - أدان مكتب المرجع الديني الأعلى في العراق علي السيستاني بشدة الهجوم الإسرائيلي على الأراضي الإيرانية، وقال في بيان: «إن الجريمة التي ارتكبها النظام الصهيوني المحتل صباح الجمعة باستشهاد مجموعة من العلماء والقادة العسكريين والمدنيين الإيرانيين ومن بينهم نساء وأطفال ومهاجمة عدد من المؤسسات والمراكز العلمية في البلاد برهنت مجددا على خطورة هذا النظام وعدوانيته».[221]
- قطر: عبرت وزارة الخارجية القطرية عن إدانتها الشديدة للهجوم ودعت إلى «ضبط النفس وتفادي التصعيد "الذي من شأنه توسيع رقعة النزاع وتقويض الأمن والاستقرار في المنطقة" وأبدت في بيان قلقها البالغ من "هذا التصعيد الخطير الذي يأتي في سياق نمط متكرر من السياسات العدوانية التي تهدد أمن واستقرار المنطقة وتعرقل الجهود الرامية إلى خفض التصعيد والتوصل إلى حلول دبلوماسية".[222]
- البحرين: أدانت وزارة خارجية البحرين الهجوم الإسرائيلي على إيران، محذرة من تداعياته الخطيرة على الأمن والاستقرار الإقليمي، وداعية إلى التهدئة وضبط النفس وخفض حدة التوتر، وأعربت عن دعوة البحرين لوقف التصعيد العسكري فوراً لتجنيب المنطقة وشعوبها انعكاساته على الاستقرار الإقليمي والأمن والسلم الدوليين.[223]
- تونس: أدانت تونس بأشدّ العبارات «العدوان الصهيوني الغادر على إيران والاعتداء السّافر على سيادتها وأمنها في انتهاك صارخ لميثاق الأمم المتحدة ولجميع القوانين والأعراف الدولية وهو ما يُقوّض أركان الأمن والسلم والاستقرار لا في المنطقة وحدها بل في العالم كلّه».[224]
- موريتانيا: أدانت موريتانيا بشدة هذه الهجمات، واعتبرتها انتهاكًا للسيادة الإيرانية واعتداءً على ميثاق الأمم المتحدة. كما دعت موريتانيا المجتمع الدولي إلى الضغط لوقف هذه الهجمات والعمل على احتواء التصعيد، مؤكدةً أن الأزمات التي تواجهها المنطقة لا يمكن حلها إلا بالحلول السياسية والسلمية.[225]
- ليبيا: أدانت وزارة الخارجية الليبية بحكومة الوحدة الوطنية الهجوم بشدة، وقالت في بيان: إن تلك الهجمات «تشكل انتهاكا صارخا» للسيادة الإيرانية، «وخروجا عن قواعد ومبادئ القانون الدولي وميثاق الأمم»، مطالبة بـ«وقف هذا التصعيد الخطير فورًا، لما يمثله من تهديد للأمن والسلم الإقليميين والدوليين».[226][227]
- مجلس التعاون الخليجي: ادان الأمين العام للمجلس جاسم محمد البديوي الاعتداءات الإسرائيلية تجاه الجمهورية الإسلامية الإيرانية، والتي تمثل انتهاكًا صريحًا للقانون الدولي وميثاق الأمم المتحدة.[228]

### الشتات الإيراني
- صرح ولي العهد المنفي رضا بهلوي في رسالة إلى القوات العسكرية الإيرانية: "رسالتي إلى الجيش وقوات إنفاذ القانون والأمن واضحة: هذا النظام وقادته الفاسدون وغير الأكفاء لا يقدرون حياتكم ولا قيمة إيران. انفصلوا عنهم وانضموا إلى الشعب."[229]
- صرحت الناشطة مسيح علي نجاد: "إن القضاء على الإرهابي ليس مأساة، بل هو خطوة نحو تحقيق العدالة لجميع الأرواح البريئة التي دمرها".[230]
- صرح المحامي أوليس إليان: "الأسد الصاعد: سينهض الأسد الفارسي من جديد. لا يريد الشعب الإيراني سوى الحرية، وسينتهي نظام الملالي هذا بقيادة الحرس الثوري."[231]
- صرحت السياسية غولدي غماري: "هل هذه لحظة البجعة السوداء للجمهورية الإسلامية ؟ لم يحدث هذا من قبل. إنهم يحاولون جاهدين حشد الدعم الوطني... إلا أن الإيرانيين يرفضون هذا العلم. يكره الإيرانيون النظام الإسلامي ويريدون علم الأسد والشمس."[232][233]

### المنظمات
- : حثّ الأمين العام للأمم المتحدة أنطونيو غوتيريش الطرفين على التحلي بأقصى درجات ضبط النفس.[234] وصرح المتحدث باسمه، فرحان حق، بأن "الأمين العام يدين أي تصعيد عسكري في الشرق الأوسط".[235]
- الوكالة الدولية للطاقة الذرية: قالت الوكالة الدولية للطاقة الذرية إنها تراقب الوضع.[236] وعلق المدير العام رافايل غروسي قائلاً: "لقد أكدت مرارًا وتكرارًا أنه لا ينبغي مهاجمة المنشآت النووية أبدًا، بغض النظر عن السياق أو الظروف، لأن ذلك قد يضر بالناس والبيئة" وحذر من "الانبعاثات الإشعاعية ذات العواقب الوخيمة داخل حدود الدولة التي تعرضت للهجوم وخارجها.[237]
- ووصفت منظمة الديمقراطية الآن للعالم العربي التي تتخذ من الولايات المتحدة مقراً لها، الهجوم بأنه "غير قانوني" و"غير مبرر" وحثت الولايات المتحدة على "فصل" مصالحها عن إسرائيل.[238]
- : وقالت مسؤولة السياسة الخارجية بالاتحاد الأوروبي كايا كالاس إنها مستعدة لدعم السلام وإنهاء الأعمال العدائية.[239]
- وكتب المجلس الوطني الإيراني الأمريكي ومقره الولايات المتحدة أن الهجوم الإسرائيلي "يفتقر إلى المبرر القانوني بموجب القانون الدولي" و"يعرض حياة العديد من الأبرياء للخطر دون داع".[240]